# Johannes Rudolphi de Wesalia
Johannes Rudolphi de Wesalia war Professor an der Universität von Paris, wo er um die Mitte des 14. Jahrhunderts in verschiedenen Funktionen nachweisbar ist. Er stammte aus dem Erzbistum Köln und hatte einen Bruder namens Hermann. Johannes de Wesalia begann 1344 an der Artistenfakultät zu lehren. Da er davor um Gebührenbefreiung bat, war er vermutlich ärmlicher Abstammung. Zum Rektor der Universität wurde er im Dezember 1347 gewählt. Zweimal wurde er zum Schatzmeister der Natio Anglicana gewählt. 1350/1351 brachte er als Gesandter (nuntius) dieser Nation einen Supplikenrotulus derselben an die römische Kurie in Avignon. Er selbst bemühte sich um Pfründen in Xanten, Deutz, Werden und am Kanonikerstift St. Martin in Kranenburg.
Johannes de Wesalia werden eine Reihe logischer Traktate zugeschrieben. Diese sind jedoch bisher kaum untersucht und die Zuschreibungen sind unsicher. Eine Abhandlung über Disputationen de obligationibus ist ediert. Häufiger in der Forschung behandelt wurde ein Kommentar zu Aristoteles’ De anima. Er wurde oft Johann Rucherath von Wesel zugeschrieben, auch wenn sich die handschriftliche Überlieferung nicht nahtlos in dessen Lebenslauf einfügen lässt. Eine Handschrift dieses Werks entstand vermutlich Mitte des 14. Jahrhunderts als Vorlesungsnachschrift in Paris.